# Zottelstedt

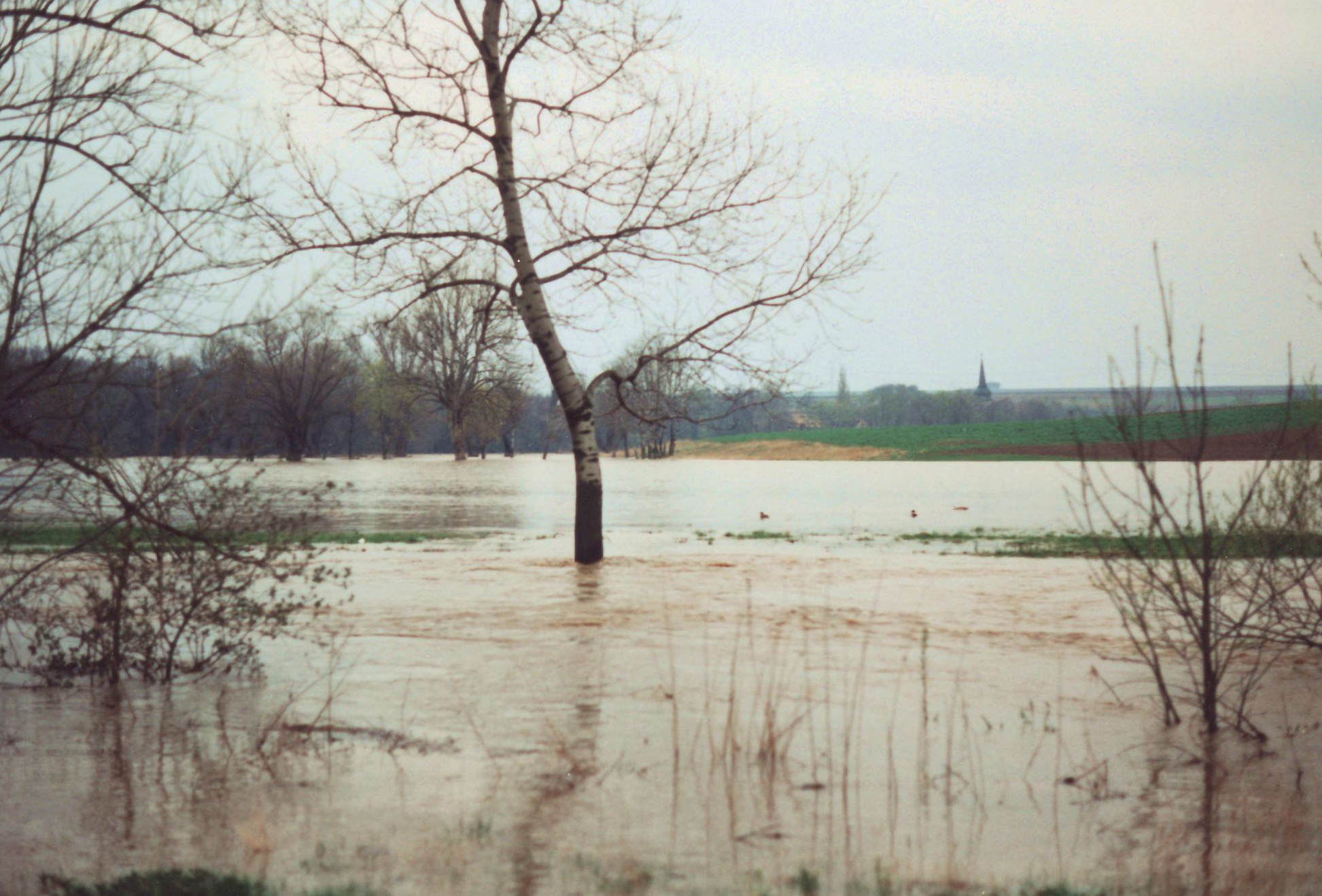
Ilmhochwasser im April 1994

Zottelstedt ist ein Ortsteil der Stadt Apolda (seit 1993) im Nordosten des Landkreises Weimarer Land.

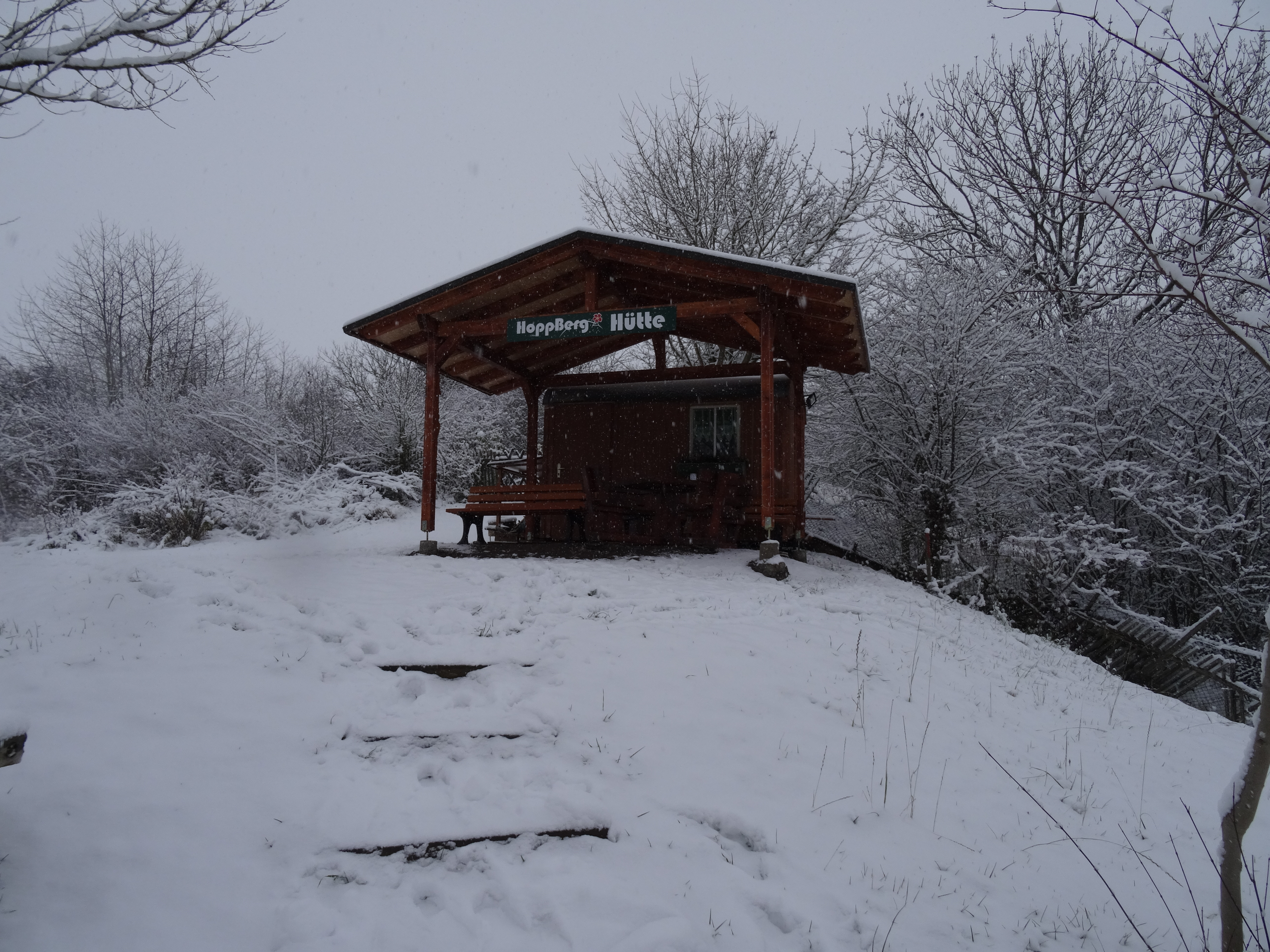
Winter auf dem Hopp-Berg

## Lage
Zottelstedt liegt nördlich der Stadt Apolda und nördlich der Bundesstraße 87 im Ackerbaugebiet des Thüringer Beckens und in der Ilmniederung. Der Ort liegt im Ilmtal an der Mündung des Pfiffelbaches in die Ilm.

## Verkehrsanbindung
Nach Zottelstedt verkehrt Werktags mehr mals täglich ein Bus der PVG Weimarer Land mit der Linie 286 Richtung Eckartsberga und der Linie 287 in Richtung Willerstedt.

## Geschichte

### Mittelalter und Frühe Neuzeit
Zu Beginn des 9. Jahrhunderts wurde Zottelstedt in einem Verzeichnis der von Erzbischof Lullus († 786) von Mainz dem Kloster Hersfeld verliehenen Güter erstmals Zotanesstede genannt.
Eine weitere urkundliche Erwähnung ist für 876 gesichert: Abt Siglhardt von Fulda dokumentierte Zotonestate bei der Eintreibung von Steuern. Der Name wechselte im Mittelalter von Zotonestate zu Zotamestedte, weiter über Zodenstede zu Czotenstede bis zum heutigen Namen. Im Jahre 1245 wurde Zodenstede in einer Urkunde des Klosters Heusdorf erwähnt.
Zottelstedt gehörte seit Mitte des 15. Jahrhunderts zum ernestinischen Amt Roßla, welches 1572 zu Sachsen-Weimar, 1603 zu Sachsen-Altenburg, 1672 wieder zu Sachsen-Weimar und 1741 zu Sachsen-Weimar-Eisenach kam. Am 29. Mai 1613 stieg der Wasserstand der Ilm bei der Thüringer Sintflut sechs bis acht Meter über normal. Alle Häuser im Uferbereich wurden zerstört. Bei einem Brand 1664 wurden 34 Häuser vernichtet.

### 19. und 20. Jahrhundert
1806 zogen nach der Schlacht bei Jena und Auerstedt sowohl die fliehenden preußischen als auch nachrückende napoleonische Truppen des Marschall Louis-Nicolas Davout durch Zottelstedt. Bei der Verwaltungsreform des Großherzogtums Sachsen-Weimar-Eisenach kam Zottelstedt 1850 zum Verwaltungsbezirk Weimar II (Verwaltungsbezirk Apolda) und 1920 zum Land Thüringen.
Am 14. April 1994 kam es zu einem weiteren verheerenden Ilmhochwasser, das auch die Ilmaue bei Zottelstedt sowie Teile des Ortes unter Wasser setzte.

### Einwohnerentwicklung seit 1996
| Jahr | Einwohner |
| ---- | --------- |
| 1996 | 415       |
| 1997 | 404       |
| 1998 | 416       |
| 1999 | 416       |

| Jahr | Einwohner |
| ---- | --------- |
| 2000 | 415       |
| 2001 | 410       |
| 2002 | 409       |
| 2003 | 396       |

| Jahr | Einwohner |
| ---- | --------- |
| 2004 | 392       |
| 2005 | 395       |
| 2006 | 392       |
| 2007 | 386       |

## Bauwerke

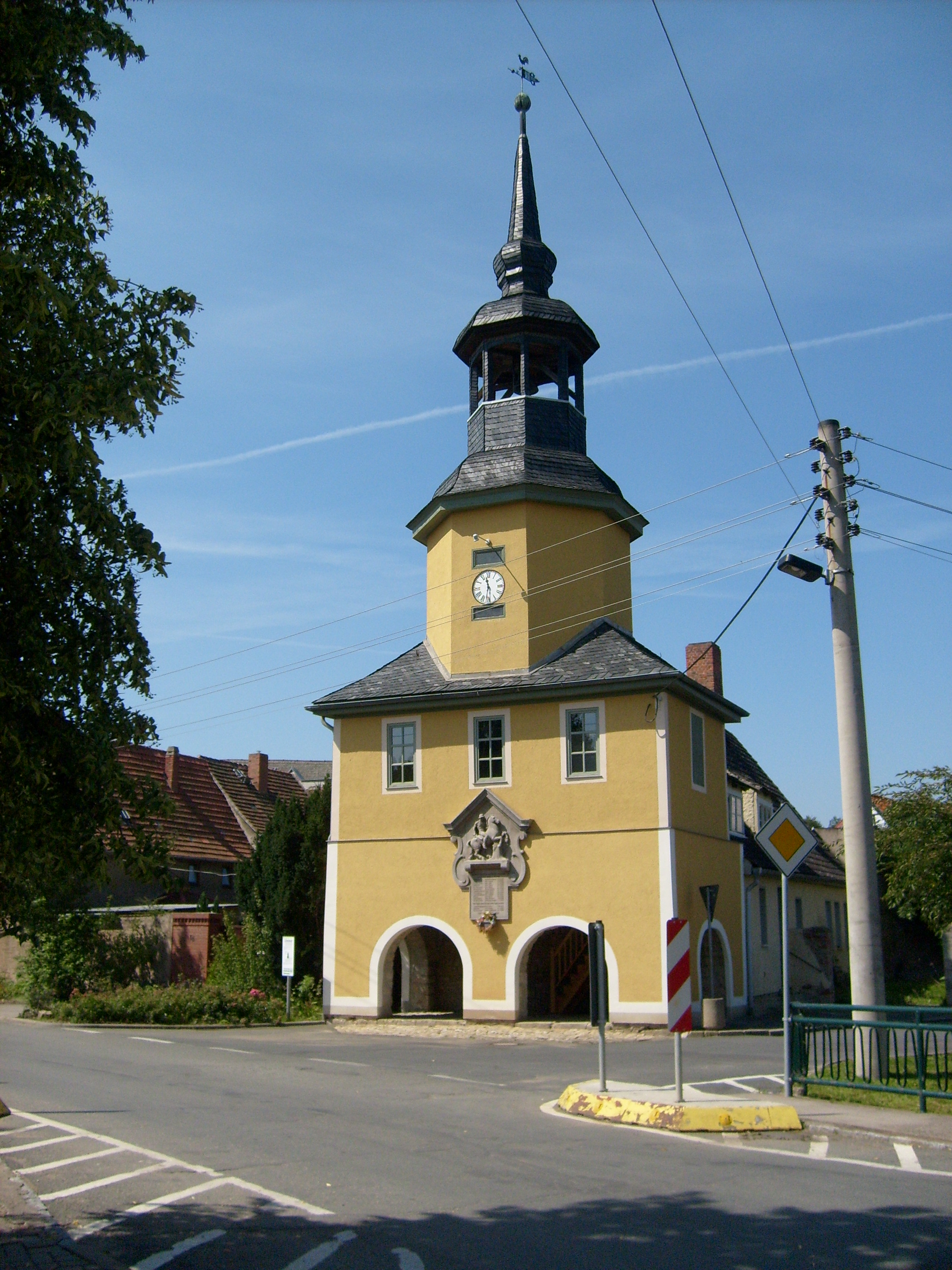
Seierturm 2007 nach der Restaurierung

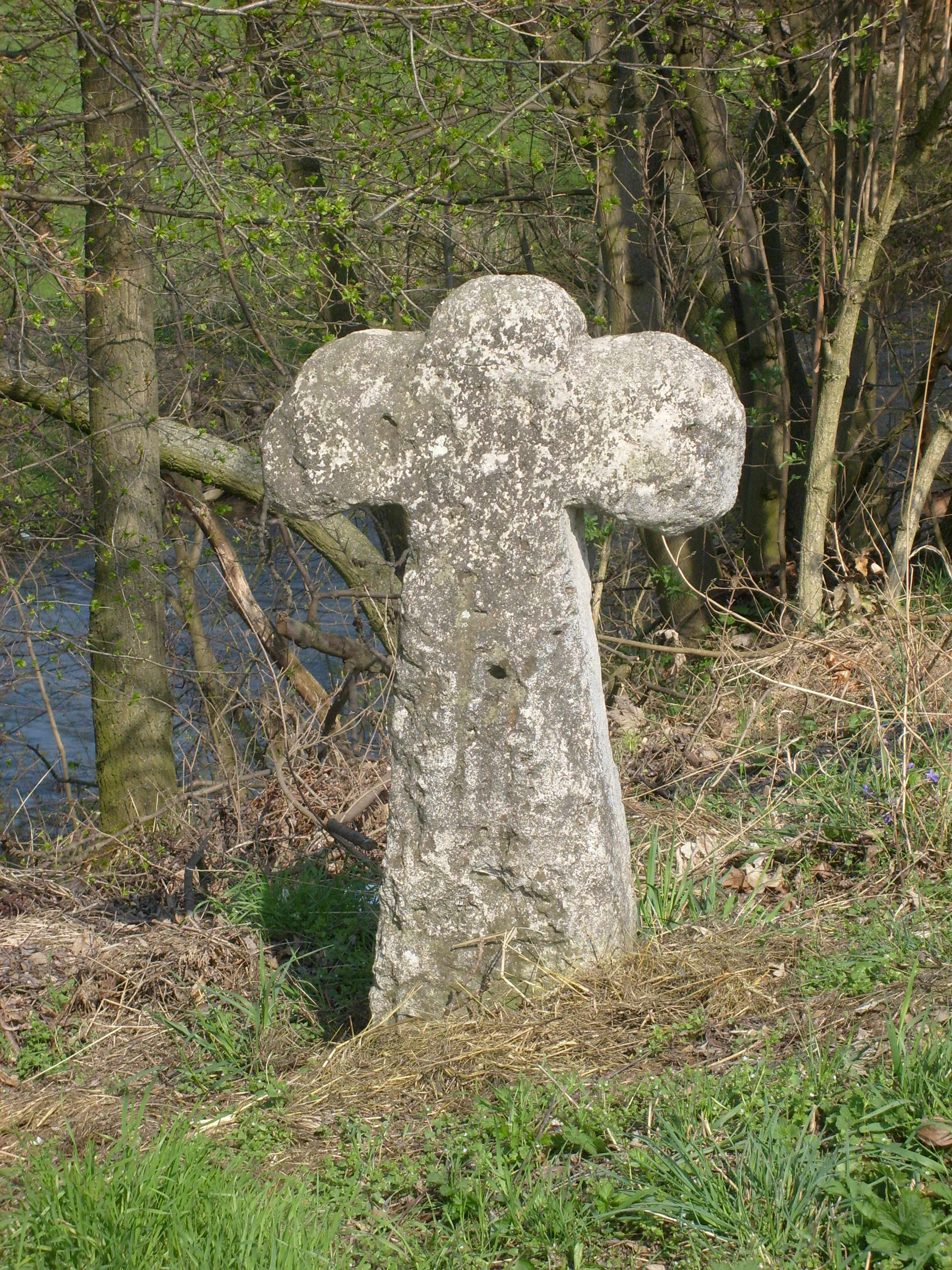
Sühnekreuz am Ortsausgang nach Apolda

Aus dem 12. oder 13. Jahrhundert stammt die Obermühle, die in heutiger Zeit (bis 2010) vom Kinderheim Apolda genutzt wurde. Die wesentlich später gebaute Niedermühle wurde 1985 abgerissen.
Die Dorfkirche Sankt Vitus stand bis ca. 1214 unter dem Patronat des Markgrafen Dietrich von Meißen. Aus seinem Besitz vermachte er die Kirch dem von Camburg nach Eisenberg verlegten (Kloster Eisenberg) errichten. Ihr Westturm stammt aus dem 14. Jahrhundert. Bemerkenswert sind der historische Altar, die Deckenmalereien und die Orgel aus dem 17. Jahrhundert.
Ein sogenanntes Sühnekreuz aus Stein am Ufer der Ilm am Ortsausgang Richtung Apolda  wurde zwischen dem 13. und 16. Jahrhundert angefertigt.
1648 ließ der Herzog von Sachsen-Weimar ein Jagdhaus in Zottelstedt errichten. Es wurde 1820 als Gutshof verkauft. Sowjetische Truppen schleiften den Gutshof 1946 und rissen ihn auf Befehl der Sowjetischen Militäradministration in Deutschland (SMAD) ab.
Eine befestigte Straße nach Apolda und die steinerne Ilmbrücke mit Mittpfeiler wurden 1866 gebaut. Die Brücke musste 1998 wegen erheblicher Hochwasserschäden abgerissen werden und wurde durch ein modernes Brückenbauwerk ersetzt.
Der 23 m hohe Seierturm (eigentlich: Seigerturm, also Uhrturm) wurde 1499 erstmals urkundlich erwähnt. Er diente zunächst als Richtstätte und Pranger. Bis 1890 befanden sich zwischen den Rundbögen Halseisen zur Fesselung der Delinquenten. 2006 wurden die Halseisen und der hölzerne Aufstieg rekonstruiert. In seinem Turm läutet eine 1720 von Johann Christoph Rose (Oßmannstedt) gegossene Bronzeglocke. Im Volksmund wurde sie „Dreckglöcklein“ genannt, da sie bei schlechtem Wetter am besten zu hören war.
Nördlich von Zottelstedt befindet sich außerdem eine Wüstung namens Ronneburg. Allerdings sind deren Spuren nur noch auf Luftaufnahmen erkennbar.
→ Siehe auch St. Vitus (Zottelstedt)

## Kultur, Tourismus, Vereine
Mehrere Vereine veranstalten regelmäßig große Feste, zum Beispiel der Kirmesverein. Die Kirmes findet in der letzten Woche im Juni statt. Im Jahr 2018 beging der Kirmesverein sein 25-jähriges Vereinsjubiläum nach Neugründung.
Der Feuerwehrverein Zottelstedt e. V. richtet alljährlich am Karsamstag das Osterfeuer im Ortsteil Zottelstedt aus. Im Jahr 2018 war der Verein für die Ausrichtung des MDR-Jump-Osterfeuers am Schloss Apolda verantwortlich. Weiterhin sind die Mitglieder der Freiwilligen Feuerwehr erfolgreich im Bereich Feuerwehrsport aktiv. Mit dem Ilmtalpokal richten Verein und Feuerwehr einen der größten Wettkämpfe im Bereich „Löschangriff Nass“ in ganz Thüringen aus.
Der Fußballsportverein Ilmtal Zottelstedt spielt in allen Altersklassen von der Kreis- bis zur Landesklasse. Der Verein hat über 200 Mitglieder. Auf Kreisebene wurden bereits mehrfach Meistertitel in Kreis-, Pokal- und Hallenmeisterschaften errungen.
Der 1. Poker-Verein Apolda e. V. hat seit seiner Gründung im Jahr 2007 seinen Sitz in Zottelstedt und veranstaltet dort regelmäßig Turniere, darunter die für jeden offenen Kreis-, Bezirks- und Landesmeisterschaften.
Durch Zottelstedt führt der Ilmtal-Radweg von Ilmenau über Weimar bis zur Saalemündung (Großheringen).

## Wirtschaft/Landwirtschaft
Die Wirtschaft des Dorfes ist geprägt von privaten Kleinbauern mit Ansätzen biologischer Landwirtschaft. Größter Industriebetrieb im Ort ist der 1999 gegründete Bekleidungshersteller M&M Fashion GmbH.

## Sonstiges
Lyonel Feininger, deutschamerikanischer Maler des Expressionismus, war 1916 zu Gast in Zottelstedt und malte den Seierturm (fälschlicherweise von ihm als „Church“ (Zottelstedt 1, 1916) beziehungsweise „Town Hall“ (Zottelstedt 2, 1918) bezeichnet).